# Stardust (Willie Nelson)
Stardust è un album in studio dell'musicista country statunitense Willie Nelson, pubblicato nel 1978.

## Tracce
Side 1
1. Stardust (Hoagy Carmichael, Mitchell Parish) – 3:53
2. Georgia on My Mind (Hoagy Carmichael, Stuart Gorrell) – 4:20
3. Blue Skies (Irving Berlin) – 3:34
4. All of Me (Seymour Simons, Gerald Marks) – 3:54
5. Unchained Melody (Alex North, Hy Zaret) – 3:50

Side 2
1. September Song (Kurt Weill, Maxwell Anderson) – 4:35
2. On the Sunny Side of the Street (Jimmy McHugh, Dorothy Fields) – 2:36
3. Moonlight in Vermont (Karl Suessdorf, John Blackburn) – 3:25
4. Don't Get Around Much Anymore (Duke Ellington, Bob Russell) – 2:33
5. Someone to Watch Over Me (George Gershwin, Ira Gershwin) – 4:03